# Antoine Thomas (philologue)
André Antoine Thomas, né le 29 novembre 1857 à Saint-Yrieix-la-Montagne et mort à Paris le 17 mai 1935, est un archiviste, médiéviste et philologue français, spécialiste de philologie romane et de  poésie provençale.

## Biographie
Il est né le 29 novembre 1857 à Saint-Yrieix-la-Montagne en Creuse, région à laquelle il restera fidèle en lui consacrant plusieurs études. D’origine modeste, il est d’abord élève à l’École des chartes de 1875 à 1879 en même temps qu’Alfred Leroux, l’ami d’une vie. Comme lui, il est à sa sortie (1878) stagiaire à la Bibliothèque nationale, mais – encouragé par ses maîtres Paul Meyer et Gaston Paris – il s’orientera très vite vers une carrière universitaire, bien que Leroux l’ait introduit dès 1879 dans le milieu archivistique limousin, où Thomas est « chargé du classement des archives de la mairie de Limoges ».
D’abord membre de l’École française de Rome (1879-1882), où il exploite les Archives du Vatican à la recherche de documents concernant le diocèse de Limoges ou encore les écrivains néo-latins, il est maître de conférences de langue et littérature romanes à la Faculté des lettres de Toulouse en 1881. Le 18 janvier 1884, il soutient et fait valider ses deux thèses de doctorat ès lettres, à la Faculté de Paris. La première, en français, s'intéresse à Francesco da Barberino et, à travers lui, à la littérature provençale en Italie au Moyen Âge. La deuxième, en latin, traite de la vie et de l’œuvre de Jean de Montreuil.
Devenu docteur, il est chargé d'un cours de langue et littérature romanes (1885), d'un cours de langue et littérature romanes (1886), puis il devient enfin professeur de langue et littérature de la France méridionale (1887-1893) toujours à la Faculté des lettres de Toulouse. Chargé à partir de 1889 d’un cours complémentaire de philologie romane à la Sorbonne, il y devient professeur adjoint (1899) et enfin professeur titulaire de littérature du Moyen Âge et de philologie romane (1900). Durant sa carrière, il participe à de nombreuses soutenances de thèses de doctorat ès lettres, en qualité de membre du jury. 
Entretemps, il fonde à Toulouse les Annales du Midi (1889) qu’il dirige durant les dix premières années de la revue, avant de passer la main à Alfred Jeanroy. Le premier numéro comporte entre autres les signatures de Paul Meyer, Léopold Delisle et bien entendu Alfred Leroux, qui continuera d’y collaborer très régulièrement. Il est aussi le fondateur de la Bibliothèque méridionale et il collabore au Dictionnaire général de la langue française d'Adolphe Hatzfeld en 1890. Il a également collaboré avec plusieurs journaux dont le Courrier du Centre et l'Echo de la Creuse. De 1895 à 1910, il est directeur d’études de philologie romane à l’École pratique des hautes études (IVe section).
Élu le 2 décembre 1904 membre ordinaire de l’Académie des inscriptions et belles-lettres, il est également par deux fois élu président de la Société de l'École des chartes. À l’occasion de son soixante-dixième anniversaire paraît un imposant volume de Mélanges de Philologie et d’Histoire (Paris, Champion 1927, 519 pages).

## Publications
- Les États généraux sous Charles VII. Étude chronologique d’après des documents inédits, Cabinet historique, 1878.
- Les États provinciaux de la France centrale sous Charles VII, 2 vol, thèse de l’École des chartes, 1879-1880.
- Rapport sur une mission philologique dans le département de la Creuse, 1879.
- Les États provinciaux de la France centrale sous Charles VII, Revue historique, 1879.
- Les miracles de Notre-Dame de Chartres. Texte latin inédit, in Bibliothèque de l’École des Chartes, 1881
- Inventaire-sommaire des archives communales de Limoges antérieures à 1790, Limoges, 1882.
- Extraits des archives du Vatican pour servir à l’histoire littéraire du Moyen Âge, in Mélanges de l’École française de Rome, 1882-1884.
- Nouvelles recherches sur l’Entrée d’Espagne, chanson de geste franco-italienne, in Bibliothèques des Écoles françaises d’Athènes et de Rome, 1882.
- Francesco da Barberino et la littérature provençale en Italie au Moyen Âge. Thèse présentée a la Faculté des Lettres de Paris, Paris, Ernest Thorin éditeur, coll. « Bibliothèque des Écoles françaises d'Athènes et de Rome no 35 », 1883, 200 p. (lire en ligne).
- De Joannis de Monsterolio vita et operibus, sive de romanarum litterarum studio apud Gallos instaurato Carolo VI regnante, thèse complémentaire, 1883.
- Documents historiques bas-latins, provençaux et français, concernant principalement la Marche et le Limousin, 2 volumes en collaboration avec Alfred Leroux et Émile Molinier, 1883-1885.
- Les registres de Boniface VIII. Recueil des bulles de ce pape publiées ou analysées d’après les manuscrits originaux des archives du Vatican, 4 volumes, édition en collaboration avec G. Digard, R. Fawtier et M. Faucon, 1884-1935.
- Bertrand de Born. Poésies complètes, édition avec introduction, notes et glossaire, 1888.
- Dictionnaire général de la langue française du commencement du XVIIe siècle jusqu’à nos jours, précédé d’un traité de la formation de la langue, 2 volumes en collaboration avec A. Hatzfeld et A. Darmesteter, 1890-1900.
- Essais de philologie française, 1897.
- Étymologies gasconnes, 1902.
- Mélanges d’étymologie française, 1902, 2e édition revue et annotée en 1927.
- Nouveaux essais de philologie française, 1904.
- Cartulaire du prieuré de Notre-Dame-du-Pont en Haute-Auvergne, précédé de la biographie de son fondateur, Bertrand de Grifeuille, textes inédits du XIIe siècle, Annales du Midi, 1908.
- Le comté de la Marche et le Parlement de Poitiers (1418-1436), recueil de documents inédits tirés des archives nationales, précédé d’une étude sur la géographie historique de la Marche au XIVe siècle et XVe siècles, 1910.
- L’entrée d’Espagne, chanson de geste franco-italienne, publiée d’après le manuscrit unique de Venise, 2 volumes, 1913.
- La chanson de sainte Foi d’Agen, poème provençal du XIe siècle, fac-similé, traduction, notes et glossaire, 1925.
- La Somme du code, texte dauphinois de la région de Grenoble, publié d’après un manuscrit du XIIIe siècle appartenant à la Bibliothèque du château d’Uriage, en collaboration avec L. Royer, 1929.
- Jean de Gerson et l’éducation des dauphins de France, étude critique, suivie du texte de deux de ses opuscules et documents inédits sur Jean Majoris, précepteur de Louis XI, 1930.

## Décoration
- Officier de la Légion d'honneur (20 avril 1921)